# Sophy Gray
Sophia (Sophy) Margaret Gray, later Sophy Caird (Perth, oktober 1843 – 15 maart 1882), was een Schots schildersmodel, vooral bekend van werken van de prerafaëlitische kunstschilder John Everett Millais. 

## Leven
Sophy Gray was de dochter van een Schots zakenman en kwam uit een kinderrijk gezin. Ze was de jongere zus van Effie Gray, die in 1848 met de bekende criticus kunstenaar John Ruskin trouwde en na een scheiding in 1855 opnieuw in het huwelijk trad met kunstschilder John Everett Millais. Ten tijde van Effie's huwelijk met Ruskin bezocht Sophy regelmatig haar vijftien jaar oudere zus in Londen en raakte daar bekend in prerafaëlitische kringen. In 1854 maakte Millais voor het eerst een portret van haar.

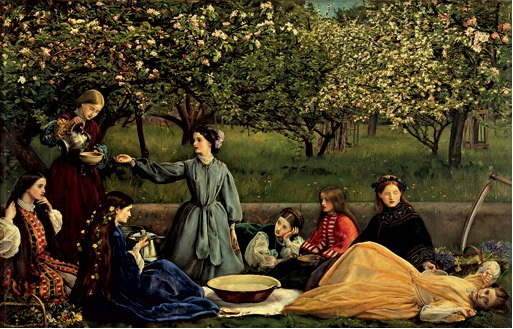
Millais' Spring (of Apple Blossom), 1856, Sophy geheel links

In de jaren daarop volgend bleef Sophy voor Millais poseren en groeide ze uit van kind tot jonge vrouw. Deze ontwikkeling is deels te zien in Millais' schilderijen Autumn Leaves (1855), Spring (1856) en Portrait of a Girl (1857). Volgens de biografe van haar zus Effie, Mary Luytens, werd Millais in toenemende mate tot Sophy aangetrokken en moest Effie haar op een gegeven moment zelfs wegsturen om een intieme relatie te voorkomen. Of zo'n relatie ooit heeft bestaan staat niet vast. Wel heeft Sophy altijd een hechte band met haar zus gehouden.
In 1868 werd Sophy ziek. Ze begon onsamenhangend te spreken, obsessief piano te spelen en vermagerde snel. Waarschijnlijk leed ze aan anorexia nervosa. Ze werd door een zenuwarts voor een jaar naar het platteland gestuurd, naar Chiswick, om te herstellen. Na een jaar keerde ze terug maar Londen, maar haar gezondheidsproblemen zouden haar de rest van haar leven parten blijven spelen.

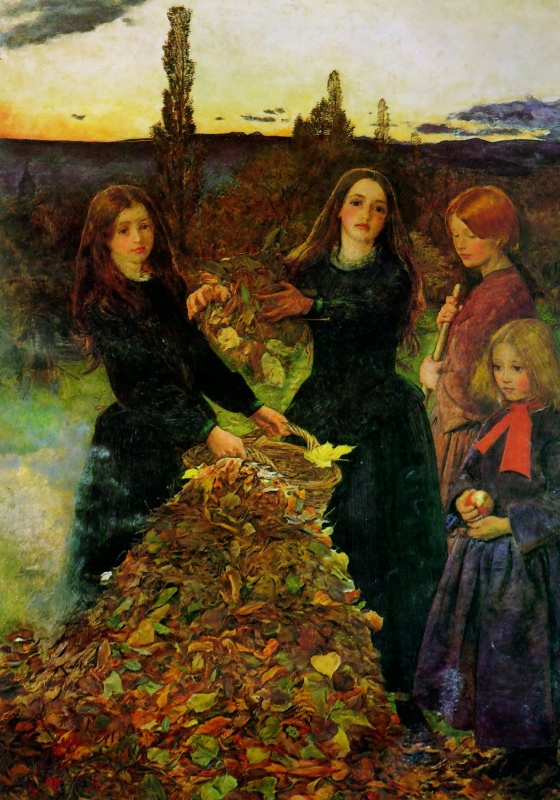
Millais' Autumn Leaves, 1855, Sophy in het midden, haar zus Alice links

In 1873 huwde Sophie James Key Caird, een jutehandelaar en wiskundige uit Dundee, die haar al jaren het hof had gemaakt. Ze kregen in 1874 een dochter: Beatrix Ada. Caird begon Sophy echter in toenemende mate te verwaarlozen en was vaak van huis, mogelijk ook vanwege Sophy's labiele geestesgesteldheid. 
In haar laatste levensjaren verbleef Sophy met haar dochter afwisselend in Dundee en Parijs. In 1880 maakte Millais een laatste portret van haar. Kort daarna werd ze opnieuw ziek, broodmager, kreeg een ernstige zenuwinzinking en overleed in 1882, 38 jaar oud, mogelijk aan zelfmoord. Haar dochter Beatrix, in 1879 door Millais geportretteerd, overleed in 1888. James Caird groeide uit tot een bekend filantroop en financierde later onder andere reizen van poolreiziger Ernest Shackleton.